# Vuelo 2574 de Continental Express
El Vuelo 2574 de Continental Express un avión Embraer EMB 120 Brasilia, era un vuelo programado entre Laredo y Houston, que al momento de acercarse al Aeropuerto Intercontinental George Bush se estrella en el suelo cerca de Eagle Lake (Texas), Condado de Colorado. Mueren las 14 personas a bordo, no hubo supervivientes.

## Aeronave y tripulación
El Embraer 120 Brasilia, número de serie 120077, fue construido en 1988, teniendo 3 años y 4 meses al momento del accidente, y acumulaba 7.229 horas de vuelo en 10.009 ciclos. Los registros de la Administración Federal de Aviación indicaron que la aeronave había sido enviada al hangar de mantenimiento 33 veces para reparaciones no programadas. 
La tripulación estaba formada por el capitán Brad Patridge, de 29 años, de Kingwood, Texas (Gran Houston), el primer oficial Clint Rodosovich, de Houston, de 43 años, y la azafata de vuelo, Nancy Reed, de Humble, Texas, de 33 años. Patridge y Rodosovich eran pilotos experimentados con 4.243 horas de vuelo y 11.543 horas de vuelo (incluyendo 2.468 horas y 1.066 horas en el EMB 120 Brasilia), respectivamente.

## Accidente
El EMB 120 partió del Aeropuerto Internacional de Laredo a las 09:09, operando bajo la Parte 135 de la Regulación Federal de Aviación. Después de un despegue normal, al vuelo se le asignó una altitud de crucero de nivel de vuelo 250 (25,000 pies (7,600 m)), luego reasignado a FL240 ( 24.000 pies (7.300 m)). A las 09:54, la tripulación de vuelo respondió al Centro de control de tráfico de rutas aéreas de Houston y comenzó a descender a 9000 pies (2700 m). Aproximadamente a las 10:03 mientras descendía a través de 11 500 pies (3500 m) con una velocidad aerodinámica indicada de 260 nudos (300 mph; 480 km/h), el borde de ataque del estabilizador horizontal izquierdo se separó del fuselaje y el avión se inclinó drásticamente. , rodando sobre un eje mientras el ala izquierda se plegaba. El combustible que escapaba de las alas se encendió y los pilotos perdieron el conocimiento debido a las severas fuerzas g , que alcanzaron al menos 3,375 veces la fuerza de la gravedad, causadas por las severas oscilaciones de la aeronave averiada. Los restos cayeron en el sureste del condado de Colorado, Texas , explotando al impactar, frente a Farm to Market Road 102 , siete millas (11 km) al sureste de Eagle Lake, Texas, y 60 millas (97 km) al oeste del centro de Houston. El Departamento de Seguridad Pública de Texas anunció que las unidades de rescate no habían descubierto sobrevivientes. Los restos se esparcieron en un área de 2 a 4 millas cuadradas (10 km²) y algunas piezas cayeron al río Colorado. Se descubrieron diamantes con un valor aproximado de $ 500 000 (valor de 1991; $ 1 000 000 en 2021) en los restos, pero no tuvieron ningún papel en el accidente.

## Investigación
La NTSB reveló en su investigación que los pernos se habían retirado del estabilizador horizontal durante el mantenimiento de la noche antes del accidente y, tras un cambio de turno, los tornillos no fueron reemplazados. El avión se estrelló en su segundo vuelo del día.
La NTSB citó el fracaso de la línea aérea, al dejar que su personal de mantenimiento e inspección no realizara un mantenimiento adecuado y no siguiera los procedimientos de garantía de calidad. El fracaso de la Administración Federal de Aviación (FAA), la vigilancia para detectar y verificar el cumplimiento con los procedimientos aprobados fue citada como un factor contribuyente.
Tras el accidente, la FAA condujo a la National Aviation Safety Inspection Program (NASIP) a inspeccionar el programa de mantenimiento de Continental Express. Se encontraron muy pocas deficiencias de seguridad , y felicitó a la aerolínea en su sistema de evaluación interna. La NTSB expresó su preocupación de que el NASIP no encontró deficiencias en los procedimientos de rotación de turnos y otros asuntos relacionados con el accidente, y recomendó que la agencia debe mejorar sus procedimientos.

## Dramatización
El accidente se relata en el cuarto episodio de la novena temporada de Mayday: Catástrofes aéreas, titulado "Accidente en Texas".